# روجر نيكسون
روجر نيكسون (بالإنجليزية: Roger Nixon)‏ هو عالم موسيقى وملحن أمريكي، ولد في 8 أغسطس 1921 في تولاري في الولايات المتحدة، وتوفي في 13 أكتوبر 2009 في بورلينغامي في الولايات المتحدة بسبب ابيضاض الدم.

## وصلات خارجية
- روجر نيكسون على موقع ميوزك برينز (الإنجليزية)
- روجر نيكسون على موقع أول ميوزيك (الإنجليزية)
- روجر نيكسون على موقع ديسكوغز (الإنجليزية)